# Бозинген
Бозинген (рос. бозынген, англ. bozyngen, нім. Boszyngen) — туфоподібний пористий гіпс, який виникає при випотіванні ґрунтових розчинів в областях з аридним кліматом. Стовпчастий гіпс. Іноді утворює порожнисті горби висотою до 5-6 м, які в екстрааридних умовах на пролювіальних площах містять поклади щільної кам'яної солі (наприклад, на півн. підніжжі Куньлуня).